# 청동기 시대
| 인류 역사의 구분  |             |           |           |
| 홀 로 세          | 역사 시대   | 역사 시대 | 역사 시대 |
| 홀 로 세          | 철기 시대   |           |           |
| 홀 로 세          | 청동기 시대 |           |           |
| 홀 로 세          | 동기 시대   |           |           |
| 홀 로 세          | 신석기 시대 |           |           |
| 홀 로 세          | 중석기 시대 |           |           |
| 플 라 이 스 토 세 | 후기 구석기 |           |           |
| 플 라 이 스 토 세 | 중기 구석기 |           |           |
| 플 라 이 스 토 세 | 전기 구석기 |           |           |
| 플 라 이 스 토 세 | 구석기 시대 |           |           |
| 플 라 이 스 토 세 | 석기 시대   |           |           |

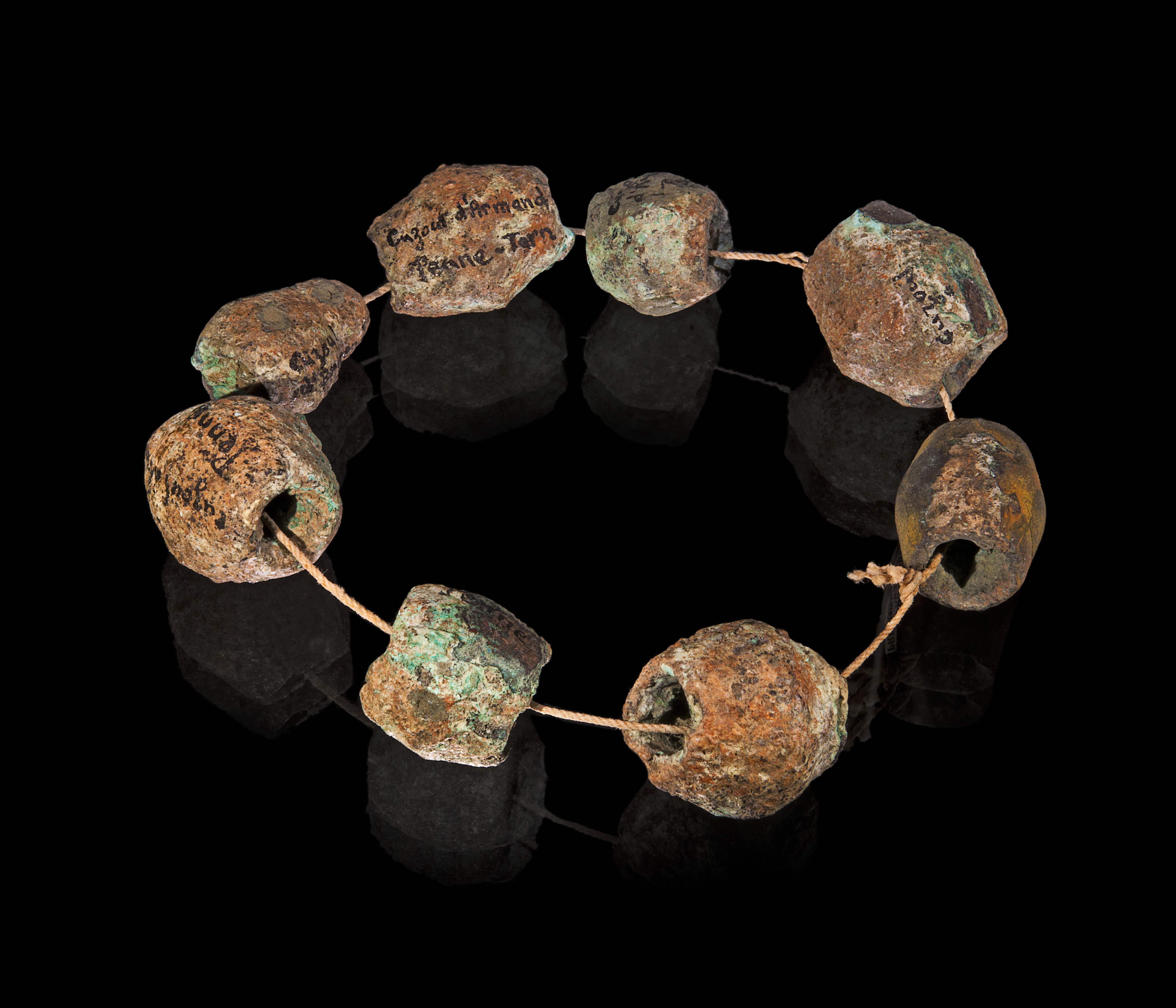
청동기 시대 - Muséum de Toulouse

청동기 시대(靑銅器時代)는 덴마크의 크리스티안 위르겐센 톰센이 제창한 선사 시대의 역사 구분법 중의 하나로, 문명의 발전 단계 중 금속 가공 기술을 가지고 구리를 제련하여 만든 청동기를 사용하던 시대를 가리킨다.

## 개요
청동기 시대는 돌을 이용한 석기 대신에 청동기가 주요한 도구로 사용되는 시대를 말하여, 이후에 철기를 사용한 철기 시대로 연결된다. 청동을 만들기 위해서는 구리와 주석이 필요하며, 이런 광물 자원의 확보와 불을 이용한 야금법이 주요한 제작 수단이 된다. 청동기의 획득으로 인류는 석기 시대와 비해 농업 생산의 효율을 향상시키고, 군사적 우위를 확보하였고, 사회의 비약적인 발전과 더불어 직업의 분화, 문화 수준의 향상이 일어났다.
선사 시대의 세가지 시대 중 하나이며 세계의 몇몇 지역에서는 신석기 시대 이후 도달하게 되는 시대이다. 이러한 시대 구분은 제창되었고, 중동, 인도, 중국에도 적용시키는 것이 가능하였다. 그러나 일부 지역에는 이러한 시대 구분이 맞지 않는 경우도 있는데, 사하라 이남 아프리카의 대부분 지역은 신석기 시대에서 곧바로 철기 시대로 이동한다. 한반도의 경우 청동기 시대를 도기를 중심으로 하여 민무늬토기 시대로 구분하기도 한다고 하지만 비파형동검, 다뉴세문경, 등 고도의 청동가공기술을 지니고 있었다. 일본은 석기를 사용하는 지역에 벌써 철기의 이용이 보급되어 있는 이웃 지역으로부터 청동기와 철기 모두가 전해지는 경우도 있어 청동기 시대의 존재 자체가 없어지는 경우도 있다.
가끔 이 시대는 비형식적으로 "영웅의 시대"라고 불리기도 하는데 이는 몇몇 고전 그리스 문화의 《일리아스》를 포함하는 신화적인 이야기가 청동 시대에 배경을 두고 있기 때문이다.
오늘날 남아있는 청동 유물들은 도구 또는 무기이나, 가끔 종교적인 예식에 쓰이는 물건들이 발견되기도 한다.

## 청동기의 기원
청동기의 기원은 근대 고고학의 논쟁이 분분한 문제 중의 하나이다. 이를 살펴보면 세 가지로 나눌 수 있는데, 한 곳에서 발생한 후 여러 곳으로 전파되었다는 유일기원설, 지역별로 서로 다른 곳에서 다발적으로 출현하였다는 다원설, 앞의 두 설을 절충하여 한 중심지에서 발생한 후 각지에 2차 중심지를 형성하여 발달하다가 다시 파급되어 제3의 중심지를 만들어왔다는 설이다.
유일기원설의 대상지는 황금과 동 등 광물이 풍부한 시베리아 예니세이 강 상류의 알타이산맥 일대와 소아시아나 메소포타미아 일원 즉 오리엔트 일대라는 두 설이 있다. 오리엔트설에서는 청동기가 한 길은 도나우 강을 따라 유럽으로 북상하였고, 한 길은 남러시아를 거쳐 시베리아와 중국으로 전해졌다고 설명한다.
다원설은 지역별로 서로 다른 곳에서 다발적으로 출현하였다는 주장으로 알타이산맥 기원설과 우랄산맥 기원설, 안양 은허 기원설, 그리고 대표적인 오리엔트 기원설이 있다. 
중심지설은 이 두 가지 설을 절충한 것으로 현재까지 동야금술의 유적이 발견된 아르메니아와 코카서스 및 이란 고원을 연결하는 산악 지역이 원시적인 청동기의 발생지이고, 메소포타미아에 제1차 중심지를 형성하고, 거기에서 소아시아, 유럽(우랄), 시베리아(알타이), 그리고 중국에 각각 제2, 제3 중심지를 만들고, 그곳을 거점으로 하여 주변에 파급되었다는 설이다.

## 지역별 청동기 시대

### 유럽, 아프리카
청동기의 흔적은 일찍이 메소포타미아의 수메르(현 이라크), 나일강의 이집트 문명, 그리고 인더스 문명에서 발견된다. 메소포타미아와 이집트에서는 기원전 3500년경부터 히타이트가 나타나는 기원전 1500년 전후까지 청동기 시대라고 생각할 수 있다. 유럽에서는 기원전 1800년 ~ 기원전 1600년경에 시작된 우네티체 문화가 청동기 시대에 해당한다.

### 중앙아시아
현재는 남부 러시아와 중앙 몽골을 관통하는 알타이산맥은 세이마-트루비노 현상을 만든 문화적인 수수께끼의 기원 점으로 밝혀졌다. 추측컨대, 기원전 2000년경 급격한 기후변화가 생기고, 생태적, 경제적, 정치적인 변화가 빠르고, 대량의 이동이 생겨, 서쪽으로는 유럽의 북동쪽, 동쪽으로는 남동 중국, 베트남, 타이 등으로 4,000마일의 이동이 생겼으리라 짐작하고 있다.

### 동남아시아
동손 청동북이라고 불리는 신석기 시대로 거슬러 올라가는 최초의 청동북은 베트남 홍강 삼각주와 중국 남부 지역에서 발굴되었다. 이것은 베트남 동손 문화와 밀접한 유물들이다. 태국의 반치앙에서도 기원전 2100년을 거슬러 올라가는 동기 유물이 발견되었다. 버마의 냐웅간에서도 석기 유물과 함께 동기가 발굴되었다. 이것은 기원전 2300년에서 기원전 500년까지 거슬러 올라기는 유물들이다.

### 중국
중국에서 "청동기 시대"에 대한 년도 설정에는 역사학자들 간에도 많은 이견이 있다. 유럽이나 지중해에 적용되는 개념을 억지로 중국에 적용시켰기 때문에 나타나는 현상으로 일반적으로 청동기가 석기를 대체했을 때, 그리고 나중에 철기 시대로 바뀌었을 때는 정의한다. 그러나 중국에서는 두 가지 요인에 의해 청동기 시대가 정의가 된다. 야금 기술을 갖춘 철기 시대의 도래와 지속적인 청동기, 무기, 제례도구의 사용에 대한 기준이다. 그런 의미에서 최초의 청동기는 기원전 3300년경에서 기원전 2100년경에 이르는 마자야오 문화 유적에서 발견되며, 그때부터 사회는 점차 신석기 시대와 청동기 시대를 평행하고 있었다는 것을 할 수 있다. 중국의 청동기 시대는 은나라부터 춘추 시대까지인 기원전 1600년부터 기원전 400년까지 청동기 시대에 해당된다.

### 일본
일본에서는 야요이 시대에 철기와 청동기가 동시에 전해졌으며, 청동기는 제사용으로만 이용되었으므로 청동기 시대를 거치지 않고 그대로 철기 시대로 직행한 것으로 여겨졌으나, 일본 효고현 미나미아와지시 마츠호 동탁 7호가 기원전 22세기로 확인되었기 때문에 이에 대해 전체적으로 재고해야 할 상황에 놓여졌다.

### 한반도
한반도의 청동기 시대는 기원전 1500년경에서 기원전 300년경의 시기에 해당하며, 민무늬토기를 사용했기 때문에, 민무늬토기 시대라고도 한다.

### 남아메리카
남아메리카에서는 청동기의 대량생산이 1500년 직전의 몇 세기에 걸쳐 안데스 산맥 일대에서 막 시작되었다.

## 같이 보기
- 한국의 청동기 시대
- 석기 시대
- 선사 시대
- 한국의 신석기 시대